# Puchar Włoch w piłce nożnej (1987/1988)
Puchar Włoch 1987/88 – 41 edycja rozgrywek piłkarskiego Pucharu Włoch.

## Półfinały
- Inter Mediolan - UC Sampdoria 0:0 i 0:1
- AC Torino - Juventus F.C. 2:0 i 1:2

## Finał
- 5 maja 1988, Genua: UC Sampdoria - AC Torino 2:0
- 19 maja 1988, Turyn: AC Torino - UC Sampdoria 2:1 (dogr.)